# Tito Vibio Varo (cónsul 115)
Tito Vibio Varo  fue un senador romano, activo durante el reinado de Trajano. Fue cónsul sufecto durante el nundinium de septiembre-diciembre de 115 junto con su compañero Marco Pompeyo Macrino Neo Teófanes. Se le conoce únicamente por inscripciones.
Bernard Remy sugiere que su familia provenía de Brixia en Istria, o Regio X Venetia et Histria. Remy también identifica a Varo como el padre de  Tito Vibio Varo, cónsul ordinario en el 134. Además del consulado, se sabe que ostentó un cargo, el del gobernador de la provincia romana de Creta y Cirenaica durante el reinado de Trajano.